# Oerlenbach
Oerlenbach es un municipio alemán, ubicado en el distrito de Bad Kissingen, en la región administrativa de Baja Franconia, en el Estado federado de Baviera. 

## Ubicación geográfica
El municipio de Oerlenbach se ubica al margen de la cadena montañosa del Rhön 15 km al norte de Schweinfurt, 45 km al noroeste de Gerolzhofen y 50 km al noreste de Wurzburgo. Posee una superficie de 33,4 km², principalmente conformada por planicies que se van ondulando en la cercanía al distrito de Bad Kissingen. Por la vecindad de los ríos Saale en Franconia y Meno las tierras son fértiles y aptas para la agricultura. 

## División política
El municipio de Oerlenbach administra ocho centros habitados:
| - Altenfelderhof - Ebenhausen - Eltingshausen - Forsthof | - Oerlenbach - Rottershausen - Schwarze Pfütze - Waldsiedlung |

## Historia
Los restos más antiguos encontrados en la región consisten en estructuras de un cementerio de la Cultura de Hallstatt, halladas en los alrededores de Ebenhausen. Se calcula que esta población se estableció entre los años 750 y 450 AC.
La primera mención que se hace de Oerlenbach (con el nombre de "Ornebach") data del año 953. La fracción de Ebenhausen había sido ya documentada en el año 788. 
En el año 1871 se construyó la vía férrea entre Gemünden y Ebenhausen a través de Bad Kissingen.
La condición actual de municipio se estableció en medio de la reforma administrativa de 1972 luego de unir las administraciones de Oerlenbach, Ebenhausen, Eltingshausen y Rottershausen. El hecho que la población de Ebenhausen tuviera hasta entonces mayor importancia histórica (allí se encuentra hasta hoy el intercambio ferroviario de las líneas que van desde Schweinfurt hasta Bad Kissingen o a Erfurt) fue dejado de lado debido al rápido desarrollo de Oerlenbach.

## Imágenes

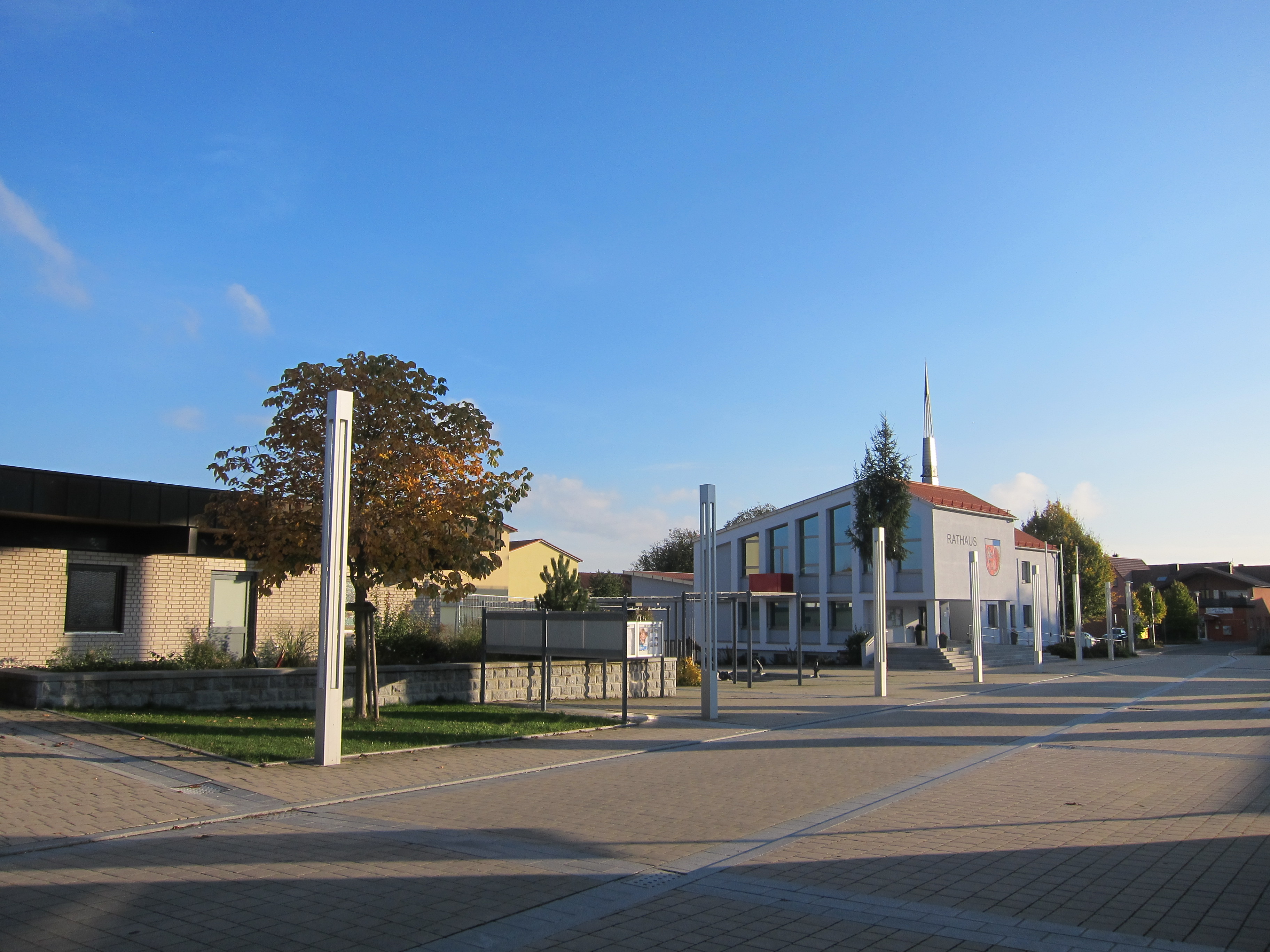
Schulstrasse, Oerlenbach

Vista de la Schulstrasse con la municipalidad de Oerlenbach y parte del Kindergarten laico "Sankt Burkard" antes de la remodelación del año 2013.
- Datos: Q339825
- Multimedia: Oerlenbach / Q339825